# رون هنت (لاعب كرة قاعدة)
رون هنت (بالإنجليزية: Ron Hunt)‏ هو لاعب كرة قاعدة أمريكي، ولد في 23 فبراير 1941 في سانت لويس في الولايات المتحدة.

## وصلات خارجية
- رون هنت على موقع دوري كرة القاعدة الرئيسي (الإنجليزية)
- رون هنت على موقعبيزبول رفرنس.كوم (الدوري الرئيسي) (الإنجليزية)
- رون هنت على موقعبيزبول رفرنس.كوم (الدوري الثانوي) (الإنجليزية)
- رون هنت على موقع إي إس بي إن.كوم (أم.أل.بي) (الإنجليزية)
- رون هنت على موقع مشجعي الرسوم البيانية (الإنجليزية)